# Niccolò Mornati
Niccolò Mornati, né le 28 octobre 1980 à Milan, est un rameur italien.
Il mesure 1,97 m pour 94 kg et réside à Mandello del Lario. Il commence la pratique de l'aviron en 1995.
Avec son équipier Lorenzo Carboncini en deux sans barreur, il termine 4e aux Jeux olympiques de Londres de 2012.
C'est le jeune frère du rameur Carlo Mornati avec lequel il remporte la médaille de bronze du quatre de couple lors des Championnats du monde 2002.
Le 29 avril 2016, il est contrôlé positif hors compétition, mais il conteste, sur des bases scientifiques, son dopage à l'anastrozol.